# Abbey Theatre

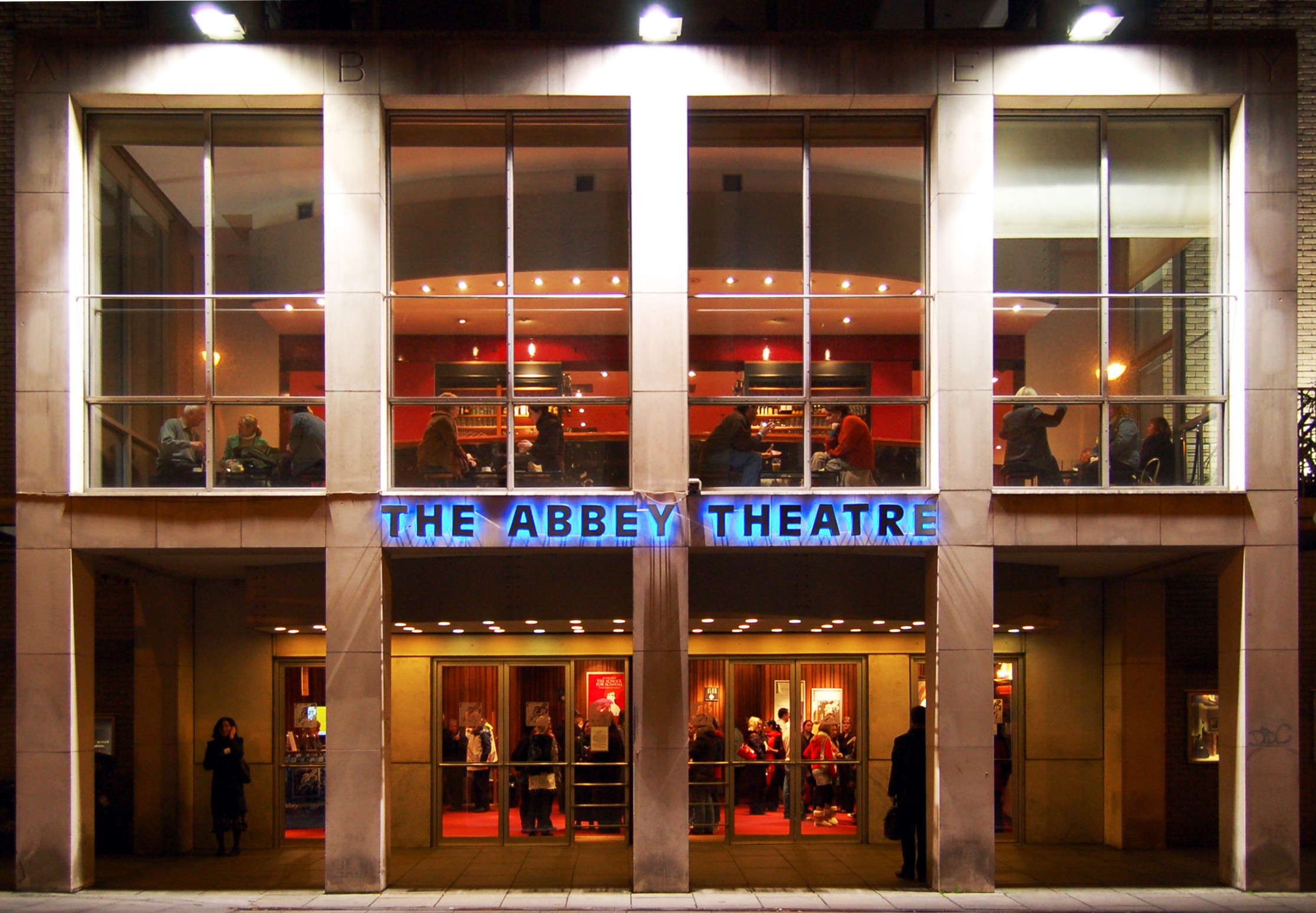
Voorzijde van het Abbey Theatre

Het Abbey Theatre (Iers: Amharclann na Mainistreach), ook bekend als het Nationaal Theater van Ierland, is een theater in Dublin. Het theater werd geopend op 27 december 1904 en is tot op de dag van vandaag open gebleven, ondanks dat het originele gebouw in 1951 door brand werd verwoest.
Het Abbey Theatre was het eerste door de overheid gesubsidieerde theater in de Engelssprekende wereld; sinds 1925 krijgt het jaarlijks subsidie van de Ierse Vrijstaat. Het huidige gebouw bevindt zich aan 26 Lower Abbey Street, Dublin 1.
Het Abbey Theatre kwam voort uit het Irish Literary Theatre, opgericht door Lady Gregory, Edward Martyn en William Butler Yeats in 1899—met hulp van George Augustus Moore. In de beginjaren was het theater nauw verbonden met de schrijvers van de Ierse literaire heropleving. Het theater speelde een belangrijke rol in de carrière van veel bekende Ierse toneelschrijvers en acteurs uit de 20e eeuw, waaronder William Butler Yeats en Sean O'Casey. Het kreeg tevens de reputatie van “schrijverstheater”; een theater waar nieuwe toneelschrijvers hun stukken konden presenteren. Het theater was in de beginjaren reeds een groot succes, maar kreeg ook veel kritiek te verwerken van met name Ierse nationalisten. Vooral het toneelstuk The Playboy of the Western World werd door hen gezien als bewijs dat het theater een slechte invloed had op de Ierse cultuur. In 1924 boden Yeats en Lady Gregory het theater aan de overheid van de Ierse Vrijstaat aan, als een soort geschenk voor het Ierse volk. De overheid weigerde eerst, maar startte het jaar erop wel met de jaarlijkse subsidie.
Tevens heeft het theater tegenwoordig een belangrijke toeristische functie.